# Francisco Serrano de la Pedrosa
Francisco Serrano de la Pedrosa (Murcia, c. 1855-Madrid, 1926) fue un escritor, periodista y funcionario español.

## Biografía
Nacido en Murcia a mediados del siglo XIX, trabajó como redactor de La Correspondencia Ilustrada, El Globo (1898), La Reforma (1899), La Correspondencia Militar (1900) y La Patria (1901), además de colaborar en revistas como Madrid Cómico. Fue autor de títulos como Gabinete mágico (pasillo cómico, 1885), Cinco minutos en globo (1885), El país del abanico (juguete, 1885), La mujer, el marido y la vecina (novela, 1886), Felipe (apropósito, 1887), Por unos días (juguete, 1891), Pillos y tontos, semblanzas y menudencias (versos, Madrid, 1891) y El derecho del pataleo (1894, 1901). Serrano de la Pedrosa, que era médico y que fue empleado del Ministerio de Instrucción Pública, falleció el 7 de febrero de 1926 en Madrid y fue enterrado en el cementerio de la Almudena.